# Wskaźnik obrotu należnościami
Uzasadnienie:  opisuje ten sam wskaźnik. Artykuł: „Wskaźnik rotacji należności” opisany jest pełniej. Należy stworzyć przekierowanie pod hasłem „Wskaźnik obrotu należnościami” do „Wskaźnika rotacji należności”
Wskaźnik obrotu należnościami – jeden ze wskaźników sprawności zarządzania aktywami używany do obliczenia wartości należności. Dla jego obliczenia należy podzielić wielkość należności przez przeciętną sprzedaż dzienną. W wyniku użycia tego współczynnika otrzymamy informacje o przeciętnym okresie spływu należności w dniach.
{\displaystyle W={\frac {N}{Psd}},}
gdzie:
{\displaystyle W} – wskaźnik obrotu należnościami,
{\displaystyle N} – należności,
{\displaystyle Psd} – Przeciętna sprzedaż dzienna.